# Meïr baal Haness

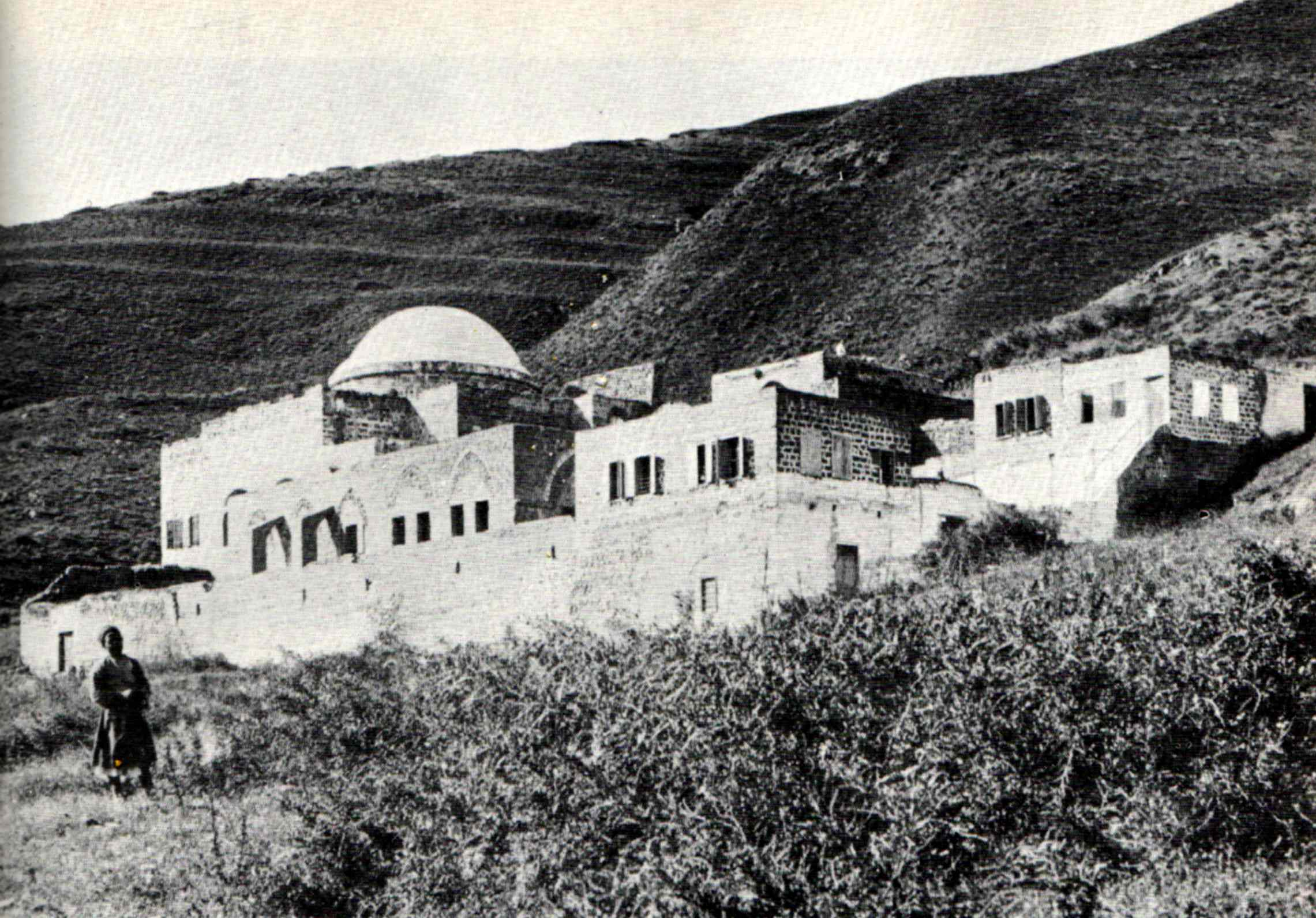
Mausolée supposé de Rabbi Meïr baal Haness, en 1894

Rabbi Meïr baal Haness  ou Baal Ness (hébreu : רבי מאיר בעל הנס « Rabbi Meïr le Miraculeux ») est un faiseur de miracles du IIe siècle dont la tombe fait l’objet d’un pèlerinage annuel. Son nom est également associé à des caisses de bienfaisance destinées aux Juifs nécessiteux résidant en terre d’Israël.
Identifié par la croyance populaire à Rabbi Meïr, il semble cependant issu d’une confusion entre ce Sage et un ou plusieurs homonymes.

## Meïr baal Haness  dans les sources juives.
Le nom de Rabbi Meïr baal Haness apparaît au XIXe siècle, dans les enseignements d’Israël ben Eliezer dit le Baal Shem Tov qui prescrit aux personnes en besoin d’un miracle de faire don de bougies ou d’une somme équivalente en faveur de l’âme du rabbin.
Quelque temps plus tard, un usage se popularise de réaliser en son nom des quêtes redistribuées aux communautés établies en terre d’Israël, chaque famille possédant sa cagnotte qu’un émissaire vient collecter périodiquement,. 
Il est également de coutume de célébrer l’anniversaire de sa hiloula (« mariage céleste », c’est-à-dire décès) le 14 iyar, à la date de Pessa'h sheni, en se rendant sur son mausolée ou par d’autres cérémonies,.
Au fil du temps on a attribué à Rabbi Meir cinq noms : Rabbi Nehoray, Rabbi Elazar Ben ‘Arakh, Rabbi Ne’hemia, Rabbi Micha, Rabbi Meir Baal Haness.

## Meïr baal Haness et Rabbi Meïr
La croyance populaire associe ces pratiques à Rabbi Meïr le Tanna. En effet, le Talmud rapporte que, venu libérer sa belle-sœur des geôles romaines, Rabbi Meïr offre au gardien une somme d’argent conséquente dont une partie servira à apaiser le pouvoir romain. Comme le geôlier s’inquiète de son devenir quand l’argent aura été épuisé, le Sage lui prescrit de dire Elaha deMeïr aneni (« Dieu de Meïr, réponds-moi ») en cas de besoin et lui en prouve l’efficacité en se faisant attaquer par des chiens de garde qui le laissent tranquille sitôt la formule prononcée. 

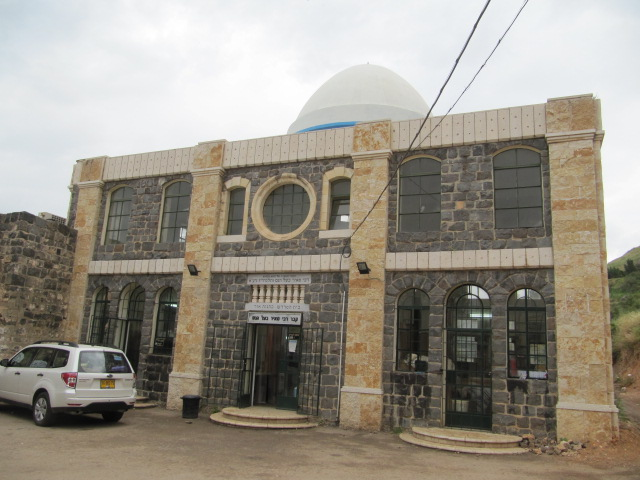
Entrée de la tombe de rabbi Meïr à Tibériade, 2013.

La tradition rabbinique retient fortement cette image du rabbin intercesseur, donnant lieu à la coutume du Baal Shem Tov (dont une forme plus ancienne avait déjà été décrite dans le Midrash Talpiot du rabbin ottoman Eliyahou Hacohen), ainsi qu’à celle des Juifs de Tunisie qui lisent une compilation des enseignements de Rabbi Meïr lors de sa hiloula afin que leur récitation augmente le mérite du Sage.  
La célébration de cette hiloula à la date du 14 iyar est instituée en 1867, lors de la fondation par la communauté de Tibériade d’un centre d’études sur le lieu supposé de la sépulture de Rabbi Meïr, également identifié au Tanna. 
Cependant, d’aucuns remettent cette identification en cause : Julius Eisenstein fait remarquer que Rabbi Meïr est tout au plus qualifié d’« instruit en miracles » dans les sources rabbiniques classiques et qu’elles ne font pas mention de miracles réalisés par lui mais pour lui. D’autre part, Reuven Margolies note que l’on attribue aussi à Rabbi Meïr baal Haness un lieu de sépulture à Goush Halav et que le Talmud de Jérusalem enseigne par ailleurs que Rabbi Meïr aurait été enterré en Asie Mineure ; selon lui, le personnage serait légendaire et relèverait d’une confusion avec Moïse Nahmanide, initiateur d’un fonds de soutien aux Juifs démunis de la terre d’Israël et plus connu sous l’acronyme de « Ramba"n ».
Des recherches plus récentes suggèrent cependant que le Rabbi Meïr enterré à Goush Halav serait le « véritable » Rabbi Meïr baal Haness et qu’il s’agirait de Rabbi Meïr Katzin, un tossafiste originaire de Casson ayant quitté la France pour la terre d’Israël dans les suites du procès du Talmud ; son surnom, d’origine inconnue, aurait ensuite été erronément attribué au Tanna.

## Tombe de rabbi Meïr
Le philanthrope libano-brésilien Edmond J. Safra a été un généreux donateurs pour la restauration des tombes de Rabbi Meïr Baal Haness (et également celle de Rabbi Shimon bar Yohaï) tant ces sites de pèlerinage étaient importants pour lui ; pendant de nombreuses années, à Chavouot (Pentecôte juive), le jour de l’anniversaire de la mort (yahrzeit) de son père Yaakov, il allait prier sur la tombe de Rabbi Meïr jusqu’à l’aube,. Les institutions Rabbi Meïr Baal Haness lui doivent la construction de bâtiments voués à l'éducation juive.